# آکادمی نظامی سلطنتی بلژیک
آکادمی نظامی سلطنتی بلژیک (فرانسوی: École royale militaire‎) دانشگاه نظامی بلژیکی است، که در سال ۱۸۳۴ تأسیس شد.